# Arabella (Arctic Monkeys)
Arabella is een nummer van de Britse indierockband Arctic Monkeys uit 2013. Het is de vierde single van hun vijfde studioalbum AM.
De band primeurde het nummer op het Zürich Open Air Festival in Zürich. "Arabella" kent invloeden uit de hiphop van de late jaren '90, maar ook uit de hardrock van de jaren '70. Het nummer flopte in het Verenigd Koninkrijk met een 70e positie. In Vlaanderen haalde het de 8e positie in de Tipparade.